# Chail (India)
Chail is een nagar panchayat (plaats) in het district Kaushambi van de Indiase staat Uttar Pradesh. 

## Demografie
Volgens de Indiase volkstelling van 2001 wonen er 7.726 mensen in Chail, waarvan 53% mannelijk en 47% vrouwelijk is. De plaats heeft een alfabetiseringsgraad van 41%. 